# You Can't Do That on Stage Anymore, Vol. 3
Albums de Frank Zappa
Broadway the Hard Way
(1989) The Best Band You Never Heard in Your Life
(1991)
You Can't Do That on Stage Anymore, Vol. 3 est un album de Frank Zappa sorti en 1989 comprenant divers extraits de ses concerts entre 1971 et 1984.

## Titres
Tous les titres sont de Frank Zappa, sauf mention contraire.

### Premier disque
1. Sharleena – 8 min 54 s
2. Bamboozled by Love/Owner of a Lonely Heart – 6 min 06 s
3. Lucille Has Messed My Mind Up – 2 min 52 s
4. Advance Romance – 6 min 58 s
5. Bobby Brown Goes Down – 2 min 44 s
6. Keep It Greasey – 3 min 30 s
7. Honey, Don't You Want a Man Like Me? – 4 min 16 s
8. In France – 3 min 01 s
9. Drowning Witch – 9 min 22 s
10. Ride My Face to Chicago – 4 min 22 s
11. Carol, You Fool – 4 min 06 s
12. Chana in de Bushwop – 4 min 52 s
13. Joe's Garage – 2 min 20 s
14. Why Does It Hurt When I Pee? – 3 min 07 s

### Second disque
1. Dickie's Such an Asshole – 10 min 08 s
2. Hands With a Hammer (Bozzio) – 3 min 18 s
3. Zoot Allures – 6 min 09 s
4. Society Pages – 2 min 32 s
5. I'm a Beautiful Guy – 1 min 54 s
6. Beauty Knows No Pain – 2 min 55 s
7. Charlie's Enormous Mouth – 3 min 39 s
8. Cocaine Decisions – 3 min 14 s
9. Nig Biz – 4 min 58 s
10. King Kong – 24 min 32 s
11. Cosmik Debris – 5 min 14 s

## Musiciens
- Frank Zappa – claviers, chant, guitare
- Mark Volman – chant
- Howard Kaylan – chant
- Lowell George – guitare
- Denny Walley – guitare
- Steve Vai – guitare
- Dweezil Zappa – guitare
- Jim Sherwood – guitare, chant, vents
- Ray Collins – guitare, chant
- Ike Willis – guitare rythmique, chant
- Ray White – guitare rythmique, chant
- Ian Underwood – guitare, vents, saxophone alto, claviers
- Patrick O'Hearn – basse, vents
- Roy Estrada – basse, chant
- Jim Pons – basse, chant
- Scott Thunes – basse, chant, synthétiseur
- Tom Fowler – basse, trombone
- Peter Wolf – claviers
- Allan Zavod – claviers
- Andre Lewis – claviers
- Don Preston – claviers
- George Duke – claviers, chant
- Tommy Mars – claviers, chant
- Bobby Martin – claviers, chant, saxophone
- Napoleon Murphy Brock – saxophone, chant
- Bruce Fowler – trombone
- Bunk Gardner – cor, vents
- Ralph Humphrey – batterie
- Art Tripp – batterie
- Chester Thompson – batterie
- Chad Wackerman – batterie, chant
- Jimmy Carl Black – batterie, Percussions
- Aynsley Dunbar – batterie
- Terry Bozzio – batterie
- Ruth Underwood – percussions, claviers
- Ed Mann – percussions

## Production
- Production : Frank Zappa
- Ingénierie : Mark Pinske, Kerry McNab, Bob Stone
- Direction musicale : Frank Zappa
- Conception pochette : Art Hotel